# Monforte del Cid
Monforte del Cid község Spanyolországban, Alicante tartományban. Lakosainak száma 8967 fő (2024). Monforte del Cid Elche, Alicante, Agost, Aspe, Novelda és Petrer községekkel határos.

## Testvértelepülések
- Monforte San Giorgio

## Népesség
A település lakosságának változását az alábbi diagram mutatja:
| Lakosok száma | 5389 | 5864 | 6157 | 7366 | 7771 | 7658 | 7500 | 8165 | 8500 | 8967 |
|               | 2001 | 2004 | 2006 | 2009 | 2011 | 2014 | 2016 | 2019 | 2021 | 2024 |